# Team Flanders-Baloise
Il Team Flanders-Baloise, nota in passato come Vlaanderen 2002, Chocolade Jacques, Topsport Vlaanderen e  Sport Vlaanderen-Baloise, è una squadra maschile belga di ciclismo su strada con licenza di UCI ProTeam.
Attiva nel professionismo dal 1994, in palmarès vanta due vittorie nella classifica a squadre dell'Europe Tour (2014 e 2015) e una in quella individuale (con Tom Van Asbroeck, 2014), una vittoria nella Parigi-Tours (con Jelle Wallays, 2014), tre successi nella Dwars door Vlaanderen e diverse affermazioni in semiclassiche belghe e francesi. La società ha sede a Waregem ed è sponsorizzata dal fondo sportivo della Regione fiamminga e da Eddy Merckx Cycles, azienda di biciclette dell'omonimo ex ciclista.

## Cronistoria

### Annuario
| Anno | Codice | Nome                                  | Cat. | Biciclette  | Dirigenza |
| ---- | ------ | ------------------------------------- | ---- | ----------- | --- |
| 1994 | VLA    | Vlaanderen 2002-Eddy Merckx           | -    | Eddy Merckx | Manager: Fons Leroy Dir. sportivi: Roger Swerts                                                                                       |
| 1995 | VLA    | Vlaanderen 2002-Eddy Merckx           | -    | Eddy Merckx | Manager: Fons Leroy Dir. sportivi: Roger Swerts, Claude Vancoillie                                                                    |
| 1996 | VLA    | Vlaanderen 2002-Eddy Merckx           | -    | Eddy Merckx | Manager: Fons Leroy Dir. sportivi: Roger Swerts, Claude Vancoillie                                                                    |
| 1997 | VLA    | Vlaanderen 2002-Eddy Merckx           | -    | Eddy Merckx | Manager: Fons Leroy Dir. sportivi: Roger Swerts, Claude Vancoillie                                                                    |
| 1998 | VLA    | Vlaanderen 2002-Eddy Merckx           | -    | Eddy Merckx | Manager: Fons Leroy Dir. sportivi: Roger Swerts, Claude Vancoillie                                                                    |
| 1999 | VLA    | Vlaanderen 2002-Eddy Merckx           | GSII | Eddy Merckx | Manager: Fons Leroy Dir. sportivi: Roger Swerts, Claude Vancoillie, Jean-Pierre Heynderickx                                           |
| 2000 | VLA    | Vlaanderen 2002-Eddy Merckx           | GSII | Eddy Merckx | Manager: Fons Leroy Dir. sportivi: Roger Swerts, Claude Vancoillie, Jean-Pierre Heynderickx                                           |
| 2001 | VLA    | Vlaanderen-T-Interim                  | GSII | Eddy Merckx | Manager: Fons Leroy Dir. sportivi: Roger Swerts, Claude Vancoillie, Jean-Pierre Heynderickx                                           |
| 2002 | VLA    | Vlaanderen-T-Interim                  | GSII | Eddy Merckx | Manager: Fons Leroy Dir. sportivi: Roger Swerts, Claude Vancoillie, Jean-Pierre Heynderickx, Peter Van Den Abeele                     |
| 2003 | VLA    | Vlaanderen-T-Interim                  | GSII | Eddy Merckx | Manager: Fons Leroy Dir. sportivi: Roger Swerts, Claude Vancoillie, Jean-Pierre Heynderickx, Peter Van Den Abeele, Valerio Piva       |
| 2004 | VLA    | Vlaanderen-T-Interim                  | GSI  | Eddy Merckx | Manager: Fons Leroy Dir. sportivi: Roger Swerts, Claude Vancoillie, Jean-Pierre Heynderickx, Peter Van Den Abeele, Valerio Piva       |
| 2005 | VLA    | Chocolade Jacques-T-Interim           | PCT  | Eddy Merckx | Manager: Christophe Sercu Dir. sportivi: Roger Swerts, Claude Vancoillie, Jean-Pierre Heynderickx, Peter Van Den Abeele, Valerio Piva |
| 2006 | VLA    | Chocolade Jacques-Topsport Vlaanderen | PCT  | Eddy Merckx | Manager: Christophe Sercu Dir. sportivi: Roger Swerts, Jean-Pierre Heynderickx, Fons Leroy, Walter Planckaert                         |
| 2007 | VLA    | Chocolade Jacques-Topsport Vlaanderen | PCT  | Eddy Merckx | Manager: Christophe Sercu Dir. sportivi: Roger Swerts, Jean-Pierre Heynderickx, Fons Leroy, Walter Planckaert                         |
| 2008 | TSV    | Topsport Vlaanderen                   | PCT  | Eddy Merckx | Manager: Christophe Sercu Dir. sportivi: Jean-Pierre Heynderickx, Fons Leroy, Walter Planckaert                                       |
| 2009 | TSV    | Topsport Vlaanderen-Mercator          | PCT  | Eddy Merckx | Manager: Christophe Sercu Dir. sportivi: Jean-Pierre Heynderickx, Fons Leroy, Walter Planckaert                                       |
| 2010 | TSV    | Topsport Vlaanderen-Mercator          | PCT  | Eddy Merckx | Manager: Christophe Sercu Dir. sportivi: Jean-Pierre Heynderickx, Fons Leroy, Walter Planckaert                                       |
| 2011 | TSV    | Topsport Vlaanderen-Mercator          | PCT  | Eddy Merckx | Manager: Christophe Sercu Dir. sportivi: Hans De Clercq, Fons Leroy, Walter Planckaert                                                |
| 2012 | TSV    | Topsport Vlaanderen-Mercator          | PCT  | Eddy Merckx | Manager: Christophe Sercu Dir. sportivi: Hans De Clercq, Walter Planckaert                                                            |
| 2013 | TSV    | Topsport Vlaanderen-Baloise           | PCT  | Eddy Merckx | Manager: Christophe Sercu Dir. sportivi: Hans De Clercq, Walter Planckaert, Luc Colyn, Andy Missotten                                 |
| 2014 | TSV    | Topsport Vlaanderen-Baloise           | PCT  | Eddy Merckx | Manager: Christophe Sercu Dir. sportivi: Hans De Clercq, Walter Planckaert, Luc Colyn, Andy Missotten                                 |
| 2015 | TSV    | Topsport Vlaanderen-Baloise           | PCT  | Eddy Merckx | Manager: Christophe Sercu Dir. sportivi: Hans De Clercq, Walter Planckaert, Luc Colyn, Andy Missotten                                 |
| 2016 | TSV    | Topsport Vlaanderen-Baloise           | PCT  | Eddy Merckx | Manager: Christophe Sercu Dir. sportivi: Walter Planckaert, Hans De Clercq, Luc Colyn, Andy Missotten                                 |
| 2017 | SVB    | Sport Vlaanderen-Baloise              | PCT  | Eddy Merckx | Manager: Christophe Sercu Dir. sportivi: Walter Planckaert, Hans De Clercq, Luc Colyn, Andy Missotten                                 |
| 2018 | SVB    | Sport Vlaanderen-Baloise              | PCT  | Eddy Merckx | Manager: Christophe Sercu Dir. sportivi: Walter Planckaert, Hans De Clercq, Luc Colyn, Andy Missotten                                 |
| 2019 | SVB    | Sport Vlaanderen-Baloise              | PCT  | Eddy Merckx | Manager: Christophe Sercu Dir. sportivi: Hans De Clercq, Luc Colyn, Andy Missotten, Walter Planckaert                                 |
| 2020 | SVB    | Sport Vlaanderen-Baloise              | PRT  | Eddy Merckx | Manager: Christophe Sercu Dir. sportivi: Hans De Clercq, Luc Colyn, Andy Missotten, Walter Planckaert                                 |
| 2021 | SVB    | Sport Vlaanderen-Baloise              | PRT  | Eddy Merckx | Manager: Christophe Sercu Dir. sportivi: Hans De Clercq, Luc Colyn, Andy Missotten, Walter Planckaert                                 |
| 2022 | SVB    | Sport Vlaanderen-Baloise              | PRT  | Eddy Merckx | Manager: Christophe Sercu Dir. sportivi: Hans De Clercq, Luc Colyn, Andy Missotten, Walter Planckaert                                 |
| 2023 | TFB    | Team Flanders-Baloise                 | PRT  | Eddy Merckx | Manager: Christophe Sercu Dir. sportivi: Hans De Clercq, Luc Colyn, Kenny De Ketele, Andy Missotten, Walter Planckaert                |
| 2024 | TFB    | Team Flanders-Baloise                 | PRT  | Eddy Merckx | Manager: Christophe Sercu Dir. sportivi: Hans De Clercq, Luc Colyn, Kenny De Ketele, Andy Missotten, Walter Planckaert                |
| 2025 | TFB    | Team Flanders-Baloise                 | PRT  | Eddy Merckx | Manager: Christophe Sercu Dir. sportivi: Hans De Clercq, Luc Colyn, Kenny De Ketele, Andy Missotten, Walter Planckaert                |

### Classifiche UCI
Aggiornato al 31 dicembre 2017.
| Anno | Class.     | Pos. | Migliore cl. individuale   |
| ---- | ---------- | ---- | -------------------------- |
| 1995 | -          | 28º  | Tom Steels (123º)          |
| 1996 | -          | 31º  | Glenn D'Hollander (209º)   |
| 1997 | -          | 35º  | Kurt Van De Wouwer (193º)  |
| 1998 | -          | 45º  | Erwin Thijs (276º)         |
| 1999 | GSII       | 23º  | Steve Vermaut (306º)       |
| 2000 | GSI        | 32º  | Erwin Thijs (327º)         |
| 2001 | GSI        | 28º  | Björn Leukemans (285º)     |
| 2002 | GSII       | 22º  | James Vanlandschoot (382º) |
| 2003 | GSII       | 16º  | James Vanlandschoot (256º) |
| 2004 | GSII       | 6º   | Jan Kuyckx (274º)          |
| 2005 | Europe T.  | 43º  | Ruslan Pidhornyj (150º)    |
| 2005 | Europe T.  | 11º  | Niko Eeckhout (3º)         |
| 2005 | Europe T.  | 5º   | Niko Eeckhout (1º)         |
| 2007 | Europe T.  | 17º  | Niko Eeckhout (28º)        |
| 2008 | Europe T.  | 11º  | Niko Eeckhout (13º)        |
| 2009 | Europe T.  | 17º  | Kristof Goddaert (71º)     |
| 2009 | World Cal. | 31º  | Jan Bakelants (162º)       |
| 2010 | Europe T.  | 8º   | Kris Boeckmans (40º)       |
| 2010 | World Cal. | 28º  | Sep Vanmarcke (79º)        |
| 2011 | Europe T.  | 18º  | Michael Van Staeyen (51º)  |
| 2012 | Europe T.  | 12º  | Michael Van Staeyen (14º)  |
| 2013 | Europe T.  | 3º   | Michael Van Staeyen (6º)   |
| 2014 | Asia T.    | 74º  | Michael Van Staeyen (358º) |
| 2014 | Europe T.  | 1º   | Tom Van Asbroeck (1º)      |
| 2015 | Asia T.    | 76º  | Jef Van Meirhaeghe (264º)  |
| 2015 | Europe T.  | 1º   | Edward Theuns (2º)         |
| 2016 | Asia T.    | 80º  | Floris De Tier (454º)      |
| 2016 | Europe T.  | 9º   | Pieter Vanspeybrouck (35º) |
| 2017 | Asia T.    | 89º  | Benjamin Declercq (510º)   |
| 2017 | Europe T.  | 11º  | Peter Van Lerberghe (53º)  |
| 2018 | Europe T.  | 8º   | Jonas Ryckaert (84º)       |

## Palmarès
Aggiornato al 31 dicembre 2018.

### Campionati nazionali
Strada
- Campionati belgi: 3

In linea: 2006 (Niko Eeckhout); 2015 (Preben Van Hecke)
Cronometro: 1996 (Bert Roesems)
Cross
- Campionati belgi: 1

Under-23: 2004 (Wesley Van Der Linden)
Pista
- Campionati belgi: 13

Inseguimento individuale: 2008 (Kenny De Ketele)
Inseguimento a squadre: 2007 (Kenny De Ketele)
Derny: 2007, 2008 (Kenny De Ketele)
Americana: 2007, 2008 (Kenny De Ketele, Iljo Keisse)
Corsa a punti: 2006, 2007, 2008 (Iljo Keisse)
Scratch: 2007 (Dimitri De Fauw)
Chilometro a cronometro: 2007 (Dimitri De Fauw)
Omnium: 2006 (Dimitri De Fauw); 2007 (Kenny De Ketele)

## Organico 2025
Aggiornato al 1º gennaio 2025.

### Staff tecnico
|  | Naz.              | Ruolo | Sportivo          |  |  |  |
|  | ----------------- | ----- | ----------------- |  |  |  |
|  | Belgio (bandiera) | GM    | Christophe Sercu  |  |  |  |
|  | Belgio (bandiera) | DS    | Hans De Clercq    |  |  |  |
|  | Belgio (bandiera) | DS    | Luc Colyn         |  |  |  |
|  | Belgio (bandiera) | DS    | Kenny De Ketele   |  |  |  |
|  | Belgio (bandiera) | DS    | Andy Missotten    |  |  |  |
|  | Belgio (bandiera) | DS    | Walter Planckaert |  |  |  |

### Rosa
|  | Naz.              |  | Sportivo            | Anno |  |  |
|  | ----------------- |  | ------------------- | ---- |  |  |
|  | Belgio (bandiera) |  | Toon Clynhens       | 2001 |  |  |
|  | Belgio (bandiera) |  | Alex Colman         | 1998 |  |  |
|  | Belgio (bandiera) |  | Tom Crabbe          | 2005 |  |  |
|  | Belgio (bandiera) |  | Jasper Dejaegher    | 2001 |  |  |
|  | Belgio (bandiera) |  | Brem Deman          | 2002 |  |  |
|  | Belgio (bandiera) |  | Tuur Dens           | 2000 |  |  |
|  | Belgio (bandiera) |  | Lindsay De Vylder   | 1995 |  |  |
|  | Belgio (bandiera) |  | Siebe Deweirdt      | 2002 |  |  |
|  | Belgio (bandiera) |  | Jonas Geens         | 1999 |  |  |
|  | Belgio (bandiera) |  | Vince Gerits        | 1997 |  |  |
|  | Belgio (bandiera) |  | Jules Hesters       | 1998 |  |  |
|  | Belgio (bandiera) |  | Milan Lanhove       | 2003 |  |  |
|  | Belgio (bandiera) |  | Elias Maris         | 1999 |  |  |
|  | Belgio (bandiera) |  | Noah Vandenbranden  | 2002 |  |  |
|  | Belgio (bandiera) |  | Dylan Vandenstorme  | 2002 |  |  |
|  | Belgio (bandiera) |  | Yentl Vandevelde    | 2000 |  |  |
|  | Belgio (bandiera) |  | Vincent Van Hemelen | 2000 |  |  |
|  | Belgio (bandiera) |  | Ward Vanhoof        | 1999 |  |  |
|  | Belgio (bandiera) |  | Aaron Van Poucke    | 1998 |  |  |
|  | Belgio (bandiera) |  | Victor Vercouillie  | 2002 |  |  |